# Ajuga chamaepitys subsp. suffrutescens
Sous-espèce
Classification APG III (2009)
 Ajuga chamaepitys subsp. suffrutescens est une sous-espèce de plantes à fleurs de la famille des Lamiaceae. Elle pousse dans le Sud de l'Espagne et dans le Nord-Ouest de l'Afrique.